# Сезон ФК «Карпати» (Львів) 2004—2005
| «Карпати» (Львів) у сезоні 2004—2005 | «Карпати» (Львів) у сезоні 2004—2005                          |
| ------------------------------------ | ------------------------------------------------------------- |
| Ліга                                 | Перша ліга                                                    |
| Місце в лізі                         | 6-е                                                           |
| Раунд у Кубку                        | 1/8 фіналу                                                    |
| Головний тренер                      | Валентин Ходукін (5 матчів) Юрій Дячук-Ставицький (29 матчів) |
| Тренери                              |                                                               |
| Президент                            | Петро Димінський                                              |
| Стадіон                              | «Україна» (Львів)                                             |
| Капітан                              |                                                               |
| Найбільше матчів у лізі              | Максим Фещук, Руслан Платон, Самсон Годвін — по 31            |
| Найкращий бомбардир у лізі           | Максим Фещук — 12                                             |

Сезон «Карпат» (Львів) 2004—2005 — тридцять сьомий сезон «Карпат» (Львів). У першій лізі чемпіонату України команда посіла 6-е місце серед 18 команд. У Кубку України припинила виступи в 1/8 фіналу.

## Чемпіонат
| Місце | Клуб                              | «Карпати» — клуб | «Карпати» — клуб | І  | В  | Н  | П  | М     | О  |
| Місце | Клуб                              | удома            | у гостях         | І  | В  | Н  | П  | М     | О  |
| ----- | --------------------------------- | ---------------- | ---------------- | -- | -- | -- | -- | ----- | -- |
| 1     | «Сталь» (Алчевськ)                | 1:1              | 1:2              | 34 | 22 | 11 | 1  | 60-24 | 77 |
| 2     | «Арсенал» (Харків)                | 2:0              | 1:3              | 34 | 23 | 4  | 7  | 47-24 | 73 |
| 3     | «Зоря» (Луганськ)                 | 0:0              | 0:4              | 34 | 19 | 9  | 6  | 54-21 | 66 |
| 4     | «Динамо-2» (Київ)                 | 2:0              | 1:3              | 34 | 16 | 6  | 12 | 48-33 | 54 |
| 5     | «Нива» (Вінниця)                  | 2:2              | 1:0              | 34 | 15 | 8  | 11 | 49-38 | 53 |
| 6     | «Карпати» (Львів)                 |                  |                  | 34 | 15 | 7  | 12 | 39-35 | 52 |
| 7     | ЦСКА (Київ)                       | 3:0              | 0:1              | 34 | 15 | 6  | 13 | 28-38 | 51 |
| 8     | «Спартак» (Івано-Франківськ)      | 1:1              | 0:1              | 34 | 15 | 5  | 14 | 34-33 | 50 |
| 9     | «Сталь» (Дніпродзержинськ)        | 2:1              | 2:0              | 34 | 14 | 7  | 13 | 42-47 | 49 |
| 10    | «Нафтовик-Укрнафта» (Охтирка)     | 1:0              | 0:1              | 34 | 13 | 10 | 11 | 37-26 | 49 |
| 11    | «Шахтар-2» (Донецьк)              | 1:0              | 0:2              | 34 | 13 | 5  | 16 | 45-53 | 44 |
| 12    | «Газовик-Скала» (Стрий)           | 1:1              | 0:1              | 34 | 12 | 7  | 15 | 34-39 | 43 |
| 13    | «Поділля» (Хмельницький)          | 0:0              | 1:3              | 34 | 12 | 7  | 15 | 45-54 | 43 |
| 14    | «Динамо-ІгроСервіс» (Сімферополь) | 2:0              | 4:1              | 34 | 12 | 5  | 17 | 38-57 | 41 |
| 15    | «Спартак» (Суми)                  | 1:0              | 2:3              | 34 | 9  | 12 | 13 | 34-41 | 39 |
| 16    | «Нафком» (Бровари)                | 1:1              | 2:1              | 34 | 9  | 10 | 15 | 26-38 | 37 |
| 17    | МФК «Миколаїв»                    | 1:0              | 0:1              | 34 | 8  | 7  | 19 | 15-40 | 31 |
| 18    | «Полісся» (Житомир)               | +:-              | 3:1              | 34 | 0  | 2  | 32 | 5-39  | 2  |

### Статистика гравців
У чемпіонаті за клуб виступали 29 гравців:
| Футболіст                     | Дата народження   | Країна   | Ігри     | Голи     |          |
| Воротарі                      | Воротарі          | Воротарі | Воротарі | Воротарі | Воротарі |
| ----------------------------- | ----------------- | -------- | -------- | -------- | -------- |
| Налепа Мацей Павел            | 31 березня 1978   | Польща   | 5        | 6п       |          |
| Тлумак Андрій Богданович      | 7 березня 1979    | Україна  | 23       | 19п      |          |
| Шуст Богдан Романович         | 4 березня 1986    | Україна  | 5        | 10п      |          |
| Захисники                     |                   |          |          |          |          |
| Беньо Юрій Володимирович      | 25 квітня 1974    | Україна  | 10       | 0        |          |
| Донець Андрій Анатолійович    | 3 січня 1981      | Україна  | 11       | 0        |          |
| Іванський Любомир Михайлович  | 11 січня 1983     | Україна  | 2        | 0        |          |
| Іщенко Микола Анатолійович    | 9 березня 1983    | Україна  | 23       | 0        |          |
| Лапко Микола Романович        | 11 жовтня 1976    | Україна  | 15       | 0        |          |
| Петрівський Тарас Степанович  | 3 лютого 1984     | Україна  | 15       | 0        |          |
| Распопов Андрій Миколайович   | 25 червня 1978    | Україна  | 25       | 0        |          |
| Тимчишин Олег Миронович       | 8 липня 1977      | Україна  | 27       | 2        |          |
| Федорів Володимир Миколайович | 29 липня 1985     | Україна  | 28       | 0        |          |
| Півзахисники                  |                   |          |          |          |          |
| Бровченко Віктор Валерійович  | 11 жовтня 1979    | Україна  | 14       | 2        |          |
| Веприк Олег Олексійович       | 2 квітня 1983     | Україна  | 30       | 7        |          |
| Годвін Самсон                 | 11 листопада 1983 | Нігерія  | 31       | 1        |          |
| Кікоть Андрій Ярославович     | 7 червня 1984     | Україна  | 9        | 0        |          |
| Малик Андрій Ярославович      | 5 серпня 1986     | Україна  | 9        | 1        |          |
| Поліванов Віктор Васильович   | 8 квітня 1983     | Україна  | 10       | 1        |          |
| Сахно Віталій Вікторович      | 26 березня 1977   | Україна  | 25       | 0        |          |
| Сергеєв Сергій Олександрович  | 25 травня 1982    | Україна  | 3        | 0        |          |
| Сучков Аляксєй Вячаслававіч   | 10 червня 1981    | Білорусь | 18       | 0        |          |
| Шмаков Євген Вікторович       | 7 червня 1985     | Україна  | 29       | 0        |          |
| Нападники                     |                   |          |          |          |          |
| Роша Батіста Вільям           | 28 лютого 1979    | Бразилія | 15       | 4        |          |
| Голбан Александру Георге      | 28 лютого 1979    | Молдова  | 28       | 4        |          |
| Кабанов Тарас Володимирович   | 23 січня 1981     | Україна  | 3        | 0        |          |
| Микуляк Олександр Васильович  | 29 грудня 1976    | Україна  | 1        | 0        |          |
| Платон Руслан Сергійович      | 12 січня 1982     | Україна  | 31       | 4        |          |
| Чабан Сергій Миколайович      | 27 березня 1984   | Україна  | 12       | 0        |          |
| Фещук Максим Ігорович         | 25 листопада 1985 | Україна  | 31       | 12       |          |

## Кубок України
| Етап | Дата            | Господар                | Рахунок | Гість             |
| ---- | --------------- | ----------------------- | ------- | ----------------- |
| 1/32 | 7 серпня 2004   | «Освіта» (Бородянка)    | 1:2     | «Карпати» (Львів) |
| 1/16 | 22 серпня 2004  | «Техно-Центр» (Рогатин) | 0:2     | «Карпати» (Львів) |
| 1/8  | 11 вересня 2004 | «Карпати» (Львів)       | 0:1     | «Динамо» (Київ)   |